# Bathsua Makin
Bathsua Makin (Stepney, a prop de Londres, c. 1600-Londres, c. 1675) fou una acadèmica i professora anglesa. Fou la primera dona anglesa a escriure un tractat sobre el dret de les dones a l'educació. El seu pare, Henry Reginald, va dirigir una escola a Londres, on Bathsua va passar els seus primers anys, tant com a alumna com com a professora. El 1616, pare i filla van publicar Ad Annam... reginam: un sistema de taquigrafia per prendre notes que havien inventat i anomenat radiografia. El mateix any va publicar Musa virginea, una col·lecció de poemes de Bathsua escrits en sis idiomes. Al mateix any va començar a estudiar medicina i es va guanyar una reputació a Londres com a sanadora. El 1622, Bathsua es va casar amb Richard Makin. Abans del naixement del seu vuitè fill (el 1642), va tornar a l'ensenyament, i esdevingué per primera vegada tutora de la princesa Elizabeth. Als seus 70 anys, Makin va obrir una escola per a nenes, un projecte que va donar lloc a la seva declaració feminista, An Essay to Revive the Antient Education of Gentlewomen (1673), una vigorosa defensa de les capacitats intel·lectuals de les dones i un resum del treball de la seva vida.